# Reginald Sutton-Pratt
Reginald Sutton-Pratt, britanski general, * 1898, † 1962.